# Morti nel 1968/Aprile
| Questa pagina contiene informazioni ricavate automaticamente dalle voci biografiche con l'ausilio del template Bio e di un bot. L'aggiornamento è periodico e automatico e ricostruisce completamente la pagina. Se manca una persona in questa lista, sei pregato di non aggiungerla, ma accertati piuttosto che la sua voce biografica contenga il template Bio e che i dati anagrafici siano correttamente compilati. Se il template Bio manca, inseriscilo tu stesso o, in alternativa, metti l'avviso {{tmp\|Bio}} che ne segnala la mancanza. Se i dati riportati sono sbagliati, correggi direttamente la voce biografica; le modifiche saranno visibili in questa lista entro pochi giorni. Per chiarimenti vedi il progetto biografie. La lista contiene solo le 88 persone che sono citate nell'enciclopedia e per le quali è stato implementato correttamente il template Bio. Pagina aggiornata al 3 mar 2024. |

- 1º aprile - Alfred Cobban, storico inglese (n. 1901)
- 1º aprile - Friedrich Hustedt, biologo e docente tedesco (n. 1866)
- 1º aprile - Lev Davidovič Landau, fisico sovietico (n. 1908)
- 1º aprile - William D. Russell, regista statunitense (n. 1908)
- 2 aprile - Federico Amoroso, generale italiano (n. 1891)
- 2 aprile - Pio Caimmi, ciclista su strada italiano (n. 1905)
- 2 aprile - Moses Levy, pittore italiano (n. 1885)
- 2 aprile - Paride Pelli, avvocato e politico italiano (n. 1910)
- 2 aprile - Alessandro Terracini, matematico italiano (n. 1889)
- 3 aprile - Girolamo Comi, poeta italiano (n. 1890)
- 3 aprile - Oswald Zappelli, schermidore svizzero (n. 1913)
- 4 aprile - Assis Chateaubriand, giornalista, imprenditore e collezionista d'arte brasiliano (n. 1892)
- 4 aprile - Erno Crisa, attore italiano (n. 1914)
- 4 aprile - Martin Luther King, attivista, politico e pastore protestante statunitense (n. 1929)
- 5 aprile - Lois Andrews, attrice statunitense (n. 1925)
- 5 aprile - Lajos Csordás, calciatore ungherese (n. 1932)
- 5 aprile - Brian Hill, calciatore inglese (n. 1937)
- 5 aprile - Umberto Antonio Padovani, filosofo e storico della filosofia italiano (n. 1894)
- 5 aprile - Giuseppe Paris, ginnasta italiano (n. 1895)
- 5 aprile - Bruno Pincherle, medico e antifascista italiano (n. 1903)
- 5 aprile - Wilfrid Thomas Reid, ingegnere britannico (n. 1887)
- 6 aprile - Renato Beccuti, calciatore italiano (n. 1901)
- 6 aprile - Julio César Benítez, calciatore uruguaiano (n. 1940)
- 6 aprile - Bobby Hutton, attivista statunitense (n. 1950)
- 6 aprile - Francesco Vito, economista italiano (n. 1902)
- 7 aprile - Jim Clark, pilota automobilistico britannico (n. 1936)
- 8 aprile - Harold Delos Babcock, astronomo statunitense (n. 1882)
- 8 aprile - Edith Holman, tennista britannica (n. 1883)
- 8 aprile - Ernst Wilhelm Nay, pittore tedesco (n. 1902)
- 8 aprile - Lee Robbins, cestista statunitense (n. 1922)
- 9 aprile - Zofia Kossak Szczucka, scrittrice e attivista polacca (n. 1889)
- 9 aprile - Giovanni Scalise, pittore italiano (n. 1883)
- 10 aprile - Sigfried Giedion, storico dell'architettura e storico dell'arte svizzero (n. 1888)
- 10 aprile - Jan Novák, calciatore cecoslovacco (n. 1896)
- 10 aprile - André Trousselier, ciclista su strada francese (n. 1887)
- 12 aprile - Pelageja Belousova, funzionaria sovietica (n. 1904)
- 12 aprile - Mary Baxter Ellis, militare britannico (n. 1892)
- 12 aprile - Lorenz Nieberl, bobbista tedesco (n. 1919)
- 12 aprile - Heinrich Nordhoff, dirigente d'azienda, imprenditore e ingegnere tedesco (n. 1899)
- 12 aprile - Franz Pfeffer von Salomon, politico e militare tedesco (n. 1888)
- 13 aprile - Dick Fitzgerald, cestista e allenatore di pallacanestro statunitense (n. 1920)
- 13 aprile - Charles Christian Lauritsen, fisico danese (n. 1892)
- 13 aprile - Pëtr Nikolaevič Savickij, etnografo sovietico (n. 1895)
- 14 aprile - Arthur Rudd, calciatore statunitense (n. 1890)
- 15 aprile - Henry Beston, naturalista e scrittore statunitense (n. 1888)
- 15 aprile - Borys Ljatošyns'kyj, direttore d'orchestra e compositore ucraino (n. 1895)
- 15 aprile - Kid Norfolk, pugile statunitense (n. 1893)
- 16 aprile - Fay Bainter, attrice statunitense (n. 1893)
- 16 aprile - Albert Betz, fisico e ingegnere tedesco (n. 1885)
- 16 aprile - Nelly Corradi, attrice e soprano italiana (n. 1914)
- 16 aprile - Edna Ferber, scrittrice e drammaturga statunitense (n. 1885)
- 17 aprile - Armando Angelini, politico e avvocato italiano (n. 1891)
- 17 aprile - Gustav Fröhlich, nuotatore tedesco (n. 1902)
- 17 aprile - Domenico Gambino, attore, regista e sceneggiatore italiano (n. 1890)
- 17 aprile - Claude-Joseph Gignoux, politico e economista francese (n. 1890)
- 17 aprile - Margaret Seddon, attrice statunitense (n. 1872)
- 18 aprile - Guilherme Paraense, tiratore a segno brasiliano (n. 1884)
- 18 aprile - Bob Mark, truccatore statunitense (n. 1902)
- 19 aprile - Heinz Brückner, militare tedesco (n. 1900)
- 19 aprile - Alf Quantrill, calciatore pakistano (n. 1897)
- 19 aprile - Ludwig Wenz, calciatore tedesco (n. 1906)
- 20 aprile - Curt Courant, direttore della fotografia tedesco (n. 1899)
- 20 aprile - Rudolph Dirks, fumettista statunitense (n. 1877)
- 20 aprile - Adrian Maniu, poeta e drammaturgo rumeno (n. 1891)
- 20 aprile - Soraya Tarzi,  afghana (n. 1899)
- 21 aprile - Armando Borghi, politico, anarchico e giornalista italiano (n. 1882)
- 21 aprile - Albert Schaff, calciatore francese (n. 1885)
- 23 aprile - Stefano Bonatti, geologo italiano (n. 1902)
- 23 aprile - Robert Liottel, schermidore francese (n. 1885)
- 23 aprile - Amino Pizzorno, partigiano e politico italiano (n. 1909)
- 24 aprile - Antonio Fazzini, militare italiano (n. 1926)
- 24 aprile - Tommy Noonan, attore statunitense (n. 1921)
- 24 aprile - Charles Ambrose Storey, arabista e iranista britannico (n. 1888)
- 24 aprile - Walter Tewksbury, velocista e ostacolista statunitense (n. 1876)
- 25 aprile - Gunnar Andersen, saltatore con gli sci e calciatore norvegese (n. 1890)
- 25 aprile - Hyazinth Graf Strachwitz, generale tedesco (n. 1893)
- 25 aprile - Harald Kreutzberg, ballerino e coreografo tedesco (n. 1902)
- 25 aprile - Anna Maria Mussolini, conduttrice radiofonica italiana (n. 1929)
- 26 aprile - John Heartfield, artista tedesco (n. 1891)
- 26 aprile - Benno Landsberger, archeologo e orientalista tedesco (n. 1890)
- 27 aprile - Nicola Capasso, vescovo cattolico italiano (n. 1886)
- 27 aprile - Ivo Pescini, calciatore italiano (n. 1911)
- 28 aprile - Jorge Kissling, pilota motociclistico argentino (n. 1940)
- 28 aprile - Santi Manganaro Passanisi, imprenditore e dirigente sportivo italiano (n. 1914)
- 28 aprile - Emil Steffann, architetto tedesco (n. 1899)
- 29 aprile - Ottorino Bojardi, calciatore italiano (n. 1898)
- 29 aprile - Anthony Boucher, scrittore statunitense (n. 1911)
- 30 aprile - Benvenuto Terracini, linguista e glottologo italiano (n. 1886)